# Simulium ayrozai
Simulium ayrozai är en tvåvingeart som beskrevs av Vargas 1945. Simulium ayrozai ingår i släktet Simulium och familjen knott. Inga underarter finns listade i Catalogue of Life.